# Kelly Stables
Kelly Michelle Stables (* 26. Januar 1978 in St. Louis, Missouri, USA) ist eine US-amerikanische Schauspielerin.

## Leben
Kelly Stables besuchte die Lafayette High School in ihrer Heimatstadt und studierte später Schauspiel an der University of Missouri. Nach absolviertem Studium zog sie nach Los Angeles, Kalifornien, um ihre Schauspielkarriere zu starten. Erste Fernsehangebote folgten sogleich, so hatte sie 2002 kleine Gastauftritte in dem Fernsehfilm B.S., sowie kleinere Rollen in den Fernsehserien The Grubbs und General Hospital.
Ihr eigentlicher Durchbruch als Schauspielerin gelang Stables im Jahr 2005 mit The Ring 2, als sie die Filmrolle der Samara Morgan verkörperte. Daraufhin folgten diverse Rollenangebote. Weitere Filme, in denen sie mitwirkte, waren unter anderem Telling Lies, Plötzlich Prinzessin 2, Stolz und Vorurteil, Die Geistervilla, Girls United, State’s Evidence und The Fire Dragon Chronicles. In der Zeichentrickserie W.i.t.c.h. war sie die englische Stimme von Will Vandom. Sie hatte eine Nebenrolle in der Sitcom Two and a Half Men, in der sie Alans Sprechstundenhilfe, die eine Affäre mit Charlie eingeht, spielt. Später in der sechsten Staffel von Two and a Half Men fing ihre Rolle ein Verhältnis mit Alan selbst an. 2011 bis 2015 spielte sie in der Sitcom The Exes mit. Ihre Schwangerschaft wurde in die zweite Staffel der Fernsehserie eingebaut.
Neben der Schauspielerei in Film und Fernsehen arbeitete Stables auch am Broadway. Sie ist mit Kurt Patino verheiratet, mit dem sie zwei Söhne (* 2012 und 2015) hat.

## Filmografie (Auswahl)
- 2000: Girls United
- 2003: Die Geistervilla (The Haunted Mansion)
- 2004: Plötzlich Prinzessin 2 (The Princess Diaries 2: Royal Engagement)
- 2005: The Ring 2
- 2004–2006: W.I.T.C.H. (Fernsehserie, 52 Folgen)
- 2006: How I Met Your Mother (Fernsehserie, Folge 1x13)
- 2006: State’s Evidence
- 2007–2009: Greek (Fernsehserie, 8 Folgen)
- 2008: The Fire Dragon Chronicles (Dragon Hunter)
- 2009: Santa Baby 2 (Santa Baby 2: Christmas Maybe, Fernsehfilm)
- 2009: Soul Fire Rising
- 2008–2010: Two and a Half Men (Fernsehserie, 10 Folgen)
- 2010: Bones – Die Knochenjägerin (Bones, Fernsehserie, Folge 6x05)
- 2011: Mad Love (Fernsehserie, Folge 1x05)
- 2011: Hung – Um Längen besser (Hung, Fernsehserie, 1 Folge)
- 2011–2015: The Exes (Fernsehserie, 64 Folgen)
- 2013: Baby Daddy (Fernsehserie, 2 Folgen)
- 2014: Kill the Boss 2 (Horrible Bosses 2)
- 2014: Tom und Jerry und der verlorene Drache (Tom and Jerry: The Lost Dragon) (Synchronisation)
- 2015: Mom (Fernsehserie, 1 Folge)
- 2016: No Tomorrow (Fernsehserie, 4 Folgen)
- 2016, 2020: Doc McStuffins, Spielzeugärztin (Doc McStuffins, Fernsehserie, 2 Folgen, Stimme)
- 2017–2021: Superstore (Fernsehserie, 15 Folgen)
- 2017: Speechless (Fernsehserie, 1 Folge)
- 2017–2018: Malibu Dan the Family Man (Fernsehserie, 23 Folgen)
- 2018: One Last Night
- 2018: Get Shorty (Fernsehserie, 1 Folge)
- 2019–2021: Young Justice (Fernsehserie, 2 Folgen, Stimme)
- 2021: Navy CIS (NCIS, Fernsehserie, Folge 19x06)
- 2023: Holiday Twist
- 2024: Extended Family (Folge 1x09)